# Race Across America
O Race Across America, ou RAAM, é uma competição ciclística disputada anualmente no mês de junho que atravessa os Estados Unidos da Costa Oeste a Costa Leste.
O RAAM é uma das mais conhecidas e longas provas ciclísticas do mundo. 
Diferentemente do Tour de France e do Giro d'Italia, o Race Across America não se dá por etapas, e sim é uma competição contínua, percorrendo mais de 4 mil km por volta de 8 dias.